# هصبوية (سيدي إفني)
هَصْبُويَة بلدة مغربية ومركز جماعة هصبوية القروية التابعة لإقليم سيدي إفني. تضم هذه الجماعة القروية 5.028 نسمة (إحصاء رسمي 2004). الجماعة تابعة لقيادة مستي التابعة لدائرة إفني.